# 498394 Zhangbosheng
498394 Zhangbosheng è un asteroide della fascia principale interna. Scoperto nel 2007, presenta un'orbita caratterizzata da un semiasse maggiore pari a 2,271823 UA e da un'eccentricità di 0,204870, inclinata di 4,611488° rispetto all'eclittica.